# Unidade de terapia intensiva

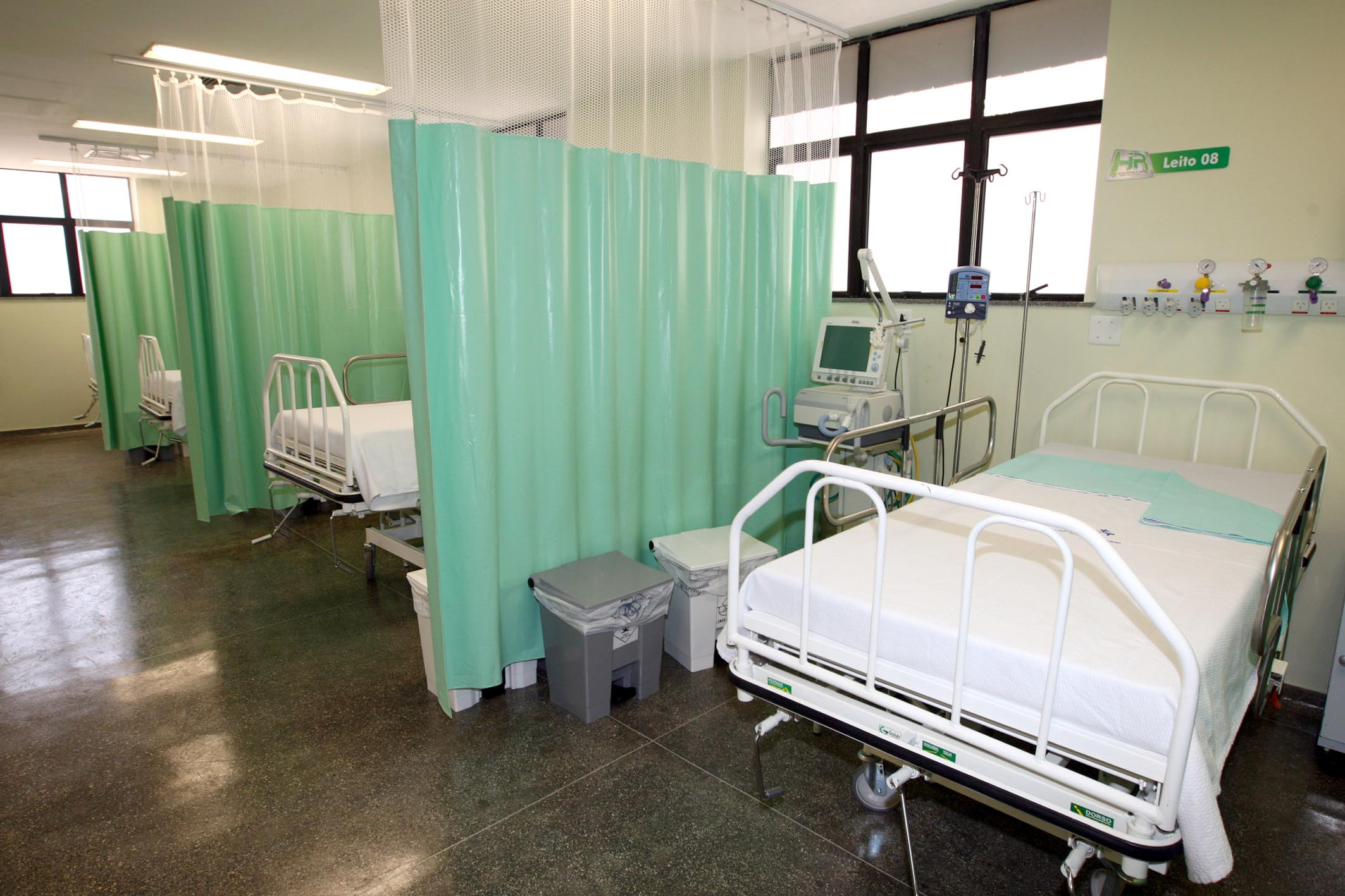
UTI do Hospital Mário Dourado Sobrinho em Irecê, Bahia, Brasil

Uma unidade de tratamento intensivo (UTI) ou unidade de cuidados intensivos (UCI) é uma estrutura hospitalar que se caracteriza como "unidade complexa dotada de sistema de monitorização contínua que admite pacientes potencialmente graves ou com descompensação de um ou mais sistemas orgânicos e que com o suporte e tratamento intensivos tenham possibilidade de se recuperar". O profissional que se dedica a esta modalidade de atendimento chama-se intensivista.
A UTI é, juntamente com a Unidade Semi-Intensiva e a Unidade Coronariana (UCO), uma das 3 unidades do Centro de Terapia Intensiva (CTI). Na UTI, ficam os doentes mais graves, que requerem mais cuidados que na Semi-Intensiva. Já para a UCO, são mandados aqueles doentes que apresentam algum problema cardíaco.

## Conceito e estrutura

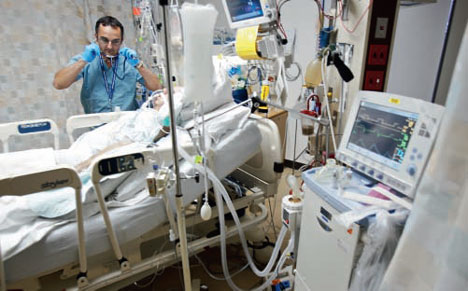
Terapia respiratória numa UTI.

A UTI nasceu da necessidade de oferecer suporte avançado de vida a pacientes agudamente doentes que porventura possuam chances de sobreviver, destina-se a internação de pacientes com instabilidade clínica e com potencial de gravidade. 
É um ambiente de alta complexidade, reservado e único no ambiente hospitalar, já que se propõe estabelecer monitorização completa e vigilância 24 horas.
As doenças são inúmeras o que torna muito difícil a compreensão de todas elas. Porém, os mecanismos de morte são poucos e comuns a todas as doenças. É atuando diretamente nos ditos mecanismos de morte que o médico intensivista tira o paciente de um estado crítico de saúde com perigo iminente de morte, pondo-o numa condição que possibilite a continuidade do tratamento da doença que o levou a tal estado (doença de base).
Os exemplos mais comuns de doenças que levam a internação em UTI são:
- Infarto
- Desconforto respiratório
- Acidente vascular cerebral
- Hipotensão arterial refratária.

Ainda é função da UTI amenizar sofrimento tais como dor e falta de ar, independente do prognóstico.
Os profissionais que atuam nestas unidades complexas são designados intensivistas. A equipe de atendimento é multiprofissional e interdisciplinar, constituída por diversas profissões: médicos, enfermeiros, técnicos de enfermagem, farmacêuticos,     terapeuta ocupacional, fisioterapeutas, nutricionistas, psicólogos e assistentes sociais. Não sendo admitidos no setor auxiliares de enfermagem devido a alta complexidade.
As UTI a partir da década de 1930 transformaram o prognóstico, reduzindo os óbitos em até 70%. Hoje todas especialidades utilizam-se das unidades intensivas, principalmente para controle de pós-operatório de risco.
É muito importante tanto para o paciente como para família compreender a UTI como etapa fundamental para superação da doença, porém tão importante é aliviar e proporcionar conforto independente do prognóstico. A equipe está orientada no respeito a dignidade e autodeterminação de cada pessoa internada, estabelecendo e divulgando a humanização nos seus trabalhos, buscando amenizar os momentos vivenciados através do paciente e família. A UTI é sem dúvida muito importante para o avanço terapêutico, porém impõe nova rotina ao paciente onde há separação do convívio familiar e dos amigos, que pode ser amenizada através das visitas diárias. Outro aspecto importante é a interação família-paciente com a equipe, apoiando e participando das decisões médicas.

## História
O conceito de Terapia Intensiva (ou Intensive Care) foi estabelecido na Guerra da Crimeia no ano de 1854 através de Florence Nightingale, que separou homens de mulheres, adultos de crianças, graves de não graves. Estabeleceu a vigilância contínua, 24 horas, dia e noite, conhecida como a "Dama da Lâmpada" já que circulava à noite com uma lamparina para avaliar clinicamente os enfermos. A lamparina tornou-se a simbologia da assistência internacional da enfermagem. A criação da primeira UTI (ICU - Intensive Care Unit) ocorreu nos EUA em Boston através do médico neurocirurgião Walter Dandy no ano de 1927. Foram criados 3 leitos neuropediátricos pós-cirúrgicos. Neste mesmo ano surgia Philip Drinker que criou o primeiro ventilador mecânico, o "Pulmão de Aço". Hoje, estima-se que os EUA tenham 8000 Unidades e o Brasil, 3500. (FERRARI. D, 2000). No Brasil, Ana Neri foi o símbolo da Assistência a feridos graves, heroína, chamada "Mãe do Brasileiros", adotou órfãos paraguaios, quebrou normas para Salvar Vidas. "Em nome do Bem, já fez tanto Mal", referia-se às guerras entre seres humanos.

### Era Florence
A Unidade de Terapia Intensiva é idealizada como unidade de monitoração de paciente grave através da enfermeira Florence Nightingale.
Em 1854 inicia-se a Guerra da Crimeia na qual Reino Unido, França e Turquia declaram guerra à Rússia. Em condições precárias a taxa de mortalidade atinge 40% entre os soldados hospitalizados.
Florence e mais 38 voluntárias por ela treinadas partem para os Campos de Scutari. Incorporando-se ao atendimento a mortalidade cai para 2%. Respeitada e adorada, torna-se referência entre os combatentes e importante figura de decisão. Estabelece as diretrizes e caminho para enfermagem moderna.

### Era Dandy
Walter Edward Dandy nasceu em Sedalia, Missouri. Recebeu sua A.B. em 1907 através da Universidade de Missouri e seu M.D. em 1910 através da Universidade e Escola de Medicina Johns Hopkins. Dandy trabalhou um ano com o Dr. Harvey Cushing no Hunterian Laboratório do Johns Hopkins antes de iniciar seu internato e residência no Johns Hopkins Hospital. Ele trabalhou na Faculdade de Johns Hopkins em 1914 e permaneceu até sua morte em 1946. Uma das mais importantes contribuições para neurocirurgia foi o método de ar na ventriculografia, no qual o fluido cerebroespinal é substituído por ar para dar forma a imagem ao raio X do espaço ventricular no cérebro. Esta técnica era extremamente bem sucedida para identificar as lesões e alterações cerebrais. O Dr. Dandy também foi pioneiro nos avanços das operações para a doença da neuralgia do glossofaríngeo e de Ménière, e publicou os estudos que mostram a participação de discos projetando-se na dor ciática.

### Era Peter Safar
Peter Safar, o primeiro médico intensivista, nasceu na Áustria, filho de médicos, e migrou para os Estados Unidos após permanecer no campo de concentração nazista. Formou-se médico anestesista e na década de 1950 estimulou e preconizou o atendimento de urgência-emergência. Ainda nesta época formulou o ABC primário em que criou a técnica de ventilação artificial boca a boca e massagem cardíaca externa. Para estes experimentos contava com voluntários da sua equipe o qual eram submetidos a sedação mínima. Ainda, através de experimentos, concretizou para o paciente crítico as técnicas de manutenção de métodos extraordinários de vida. Na cidade de Baltimore estabeleceu a primeira UTI cirúrgica e em 1962, na Universidade de Pittsburgh, criou a primeira disciplina de "medicina de apoio crítico" nos Estados Unidos. Iniciou os primeiros estudos com indução da hipotermia em pacientes críticos. Como últimas contribuições elaborou os projetos das ambulâncias-UTI de transporte, fundou a Associação Mundial de Medicina de Emergência e foi co-fundador da SCCM (Society of Critical Care Medicine), o qual foi presidente em 1972.

## Equipamentos
Cada leito contém monitores cardíacos, cama elétrica projetada, oximetria de pulso e rede de gases. Dentre os principais equipamentos utilizados em UTI estão:
- Termômetro
- Oxímetro de pulso: Equipamento que possui sensor óptico luminoso o qual é colocado no dedo. Através da determinação da coloração sanguínea capilar, verifica a taxa de saturação do oxigênio designada Saturação de O2, ou seja, mede indiretamente a oxigenação dos tecidos de maneira contínua.
- Eletrocardiográfico, com frequência cardíaca e medida intermitente de pressão arterial. Situa-se na cabeceira do leito e é conectado ao paciente através de eletrodos descartáveis no tórax.
- Monitor de pressão arterial
  - Não-invasivo (Esfigmomanômetro)
  - Invasivo (por punção arterial em geral a radial)
- Capnógrafo
- Monitor Cardíaco - Efetua o controle do débito cardíaco
  - Swan-Ganz
- Sonda naso-enteral: quando ocorre dificuldade da ingestão dos alimentos, é introduzida sonda maleável de baixo calibre na narina até o duodeno, porção após o estomago. Dietas especiais designadas Dietas Enterais, são mantidas em infusão contínua dando aporte necessário de calorias, proteínas e eletrólitos. As Dietas especiais dispensam as dietas convencionais, podendo o paciente utilizá-las por longo período.
- Sonda vesical - Em pacientes inconscientes ou que necessitam controle rígido da diurese (volume urinário), é necessário introduzir sonda na uretra (canal urinário) até a bexiga. A sonda é conectada em bolsa coletora que fica ao lado do leito em locais baixos.
- Máscara e cateter de oxigênio - São dispositivos utilizados para fornecer oxigênio suplementar em quadros de falta de ar. O cateter é colocado no nariz e a máscara próxima a boca com finalidade de nebulizar umidificando e ofertando O2. Em geral são dispositivos passageiros e retirados após melhora dos quadros dispneicos (falta da ar).
- Cateter Central - O cateter é chamado de central em decorrência de estar próximo ao coração. Fino, da espessura de uma carga de caneta, é introduzido através do pescoço ou no tórax (infraclavicular – abaixo da clavícula). Permite acesso venoso rápido e eficaz. Sua permanência pode variar de semana a meses. É indolor.
- Tubo orotraqueal - Trata-se de tubo plástico, maleável, de diâmetro aproximado de 0.5 a 1.0 cm e é introduzido na traqueia sob anestesia e sedação. Permite a conexão do ventilador mecânico com os pulmões. A permanência pode ser de curta duração, até horas, ou semanas. Caso não possa ser retirado e com previsão maior de duas semanas, poderá ocorrer possibilidade de traqueostomia e inserção da cânula baixa permitindo ao paciente maior conforto e até alimentar-se.
- Ventilador Mecânico - Aparelho microprocessado valvular que permite a entrada e saída do ar dos pulmões, oxigenando-os e mantendo estabilidade e segurança do sistema respiratório. Os equipamento modernos permitem maior interação entre paciente-ventilador com seu comando ou não. Apesar das inúmeras vantagens e em vários casos obrigatórios, estabelece interrupção da fisiologia normal respiratória, favorecendo infecções pulmonares designadas “pneumonias do ventilador”. O processo de retirada do ventilador mecânico é chamado de desmame ventilatório, que é gradual.
- Patinho (ou "Cumpadre") - É usado para pacientes homens conscientes e lúcidos urinarem por vontade própria. Pode ser usado até mesmo com o paciente em pé (como se fosse uma espécie de "mictório portátil"). Necessita da ajuda de um enfermeiro ou de uma enfermeira, mas é um método muito importante para ajudar a manter a fralda do paciente limpa e para fazer o paciente se movimentar.

## Técnicas
- Coma induzido - Na UTI há grande preocupação em fornecer conforto e ausência de dor a todos pacientes internados. Em casos mais graves, principalmente quando há necessidade da Intubação Orotraqueal, é iniciada sedação (tranquilizante e indutor de sono) e analgesia (abolição da dor) contínua que pode levar a ausência total de consciência e sonolência profunda. Neste estágio, designado “coma induzido” , não há dor, não há frio e a percepção do paciente é interrompida. O tempo e espaço nesta situação é abolido, onde pacientes que permanecem “meses” na Unidade, recordam como “horas” .
- As Infecções - São as causas mais importantes de internações em Unidades Intensivas. Em geral respiratórias ou urinárias, recebem tratamento com antibióticos de última geração e de amplo espectro de ação contra bactérias. Os riscos das infecções ocorrem quando há disseminação hematogênica (através do sangue) e ocorre generalização do processo infeccioso designada tecnicamente como sepse. Outro motivo de preocupação crescente é a infecção desenvolvida no ambiente hospitalar, sendo na grande maioria prevista e inevitável principalmente em decorrência de técnicas invasivas como a pneumonia do Ventilador Pulmonar.

Procedimentos Cirúrgicos Eventuais: Procedimentos cirúrgicos de pequeno porte podem ser necessários. Nas situações emergenciais são realizados através do próprio intensivista e na rotina através da equipe cirúrgica especializada de apoio do Hospital.
- Traqueostomia: Não é recomendada a manutenção por longos períodos da cânula de intubação em virtude de lesões que podem ocorrer na traqueia e laringe. Não há tempo específico recomendado, cabendo ao intensivista a indicação e recomendação da traqueostomia. Procedimento relativamente simples, consiste na abertura da traqueia na região inferior frontal do pescoço e introdução de cânula plástica em substituição a mantida através da boca. Pode ou não ser procedimento permanente, podendo ser retirada quando do desmame efetivo do ventilador mecânico.
- Drenagem Torácica: Em coleções líquidas importantes no pulmão ou no pneumotórax (colabamento do pulmão), pode ocorrer necessidade da colocação de dreno torácico com sistema coletor. Trata-se de procedimento provisório.
- Cateter de PIC: Cateter em geral provisório introduzido na porção superior da cabeça para drenagem liquórica de alívio.
- Cateter de Diálise Peritoneal: introduzido no abdome, permite a infusão de líquido intra-abdominal e troca dialítica. Procedimento simples, podendo ser permanente ou não.

## Exames complementares de rotina
Todos os órgãos e sistemas são avaliados diariamente nos pacientes internados nas UTIs. Após avaliação clínica, são solicitados exames de rotina como:
- Hematológicos: através da punção venoso, coleta-se pequena amostra de sangue para avaliação no laboratório central dos principais eletrólitos, enzimas e metabólitos do organismo. A função renal é medida indiretamente através da dosagem da ureia e creatinina, dando ao médico informação valiosa em relação a integridade renal.
- Gasométricos: designada de gasometria arterial, é efetuada punção na artéria radial situada no punho (local do pulso). Após coleta, a amostra é analisada através do equipamento designado hemogasômetro que permite a análise dos principais gases do sistema respiratório tais como oxigênio e gás carbônico. Portanto é método para avaliação da boa função pulmonar.
- Radiológicos: Diariamente efetua-se nos pacientes submetidos a ventilação mecânica a radiologia torácica pulmonar para controle e diagnósticos de derrames (líquidos) e infecções como a broncopneumonia.

## Desconfortos psicológicos de uma UTI

### Para os pacientes
Muitos fatores podem contribuir para o aumento do estresse e da ansiedade de pacientes que encontram-se acordados no ambiente da UTI, aqui citaremos apenas alguns:
- Isolamento da família e dos amigos (daí a importância das visitas);
- Medo de passar por certos exames (como endoscopia e cateterismo, por exemplo);
- Barulho incessante dos equipamentos;
- Constrangimento de estar sem roupas normais, sem acessórios e com vestimentas incomuns (geralmente, paciente de UTI usa apenas fralda, camisola hospitalar e cobertor);
- Pacientes com dieta zero ao verem outros pacientes comerem e/ou beberem;
- A utilização da fralda pode representar a perda da autonomia, constrangimento por necessitar de alguém (técnicos/as de enfermagem) para limpar e trocar, o que pode ser agravado principalmente nos casos de pacientes das UTIs cardiológicas que ficam com a movimentação restrita, não podendo fazer uso do banheiro pelo risco de um infarto iminente;
- Pensamentos e medo da morte ou piora do quadro;
- Visualização constante de tudo o que ocorre com os outros pacientes, podendo presenciar óbitos, levando a uma maior ansiedade em relação a sua própria patologia;
- Tempo ocioso sem atividades e distrações;
- No caso de necessidade de cirurgias: medo da morte, da não resolutividade do problema, da anestesia;
- Pode ocorrer o receio de ficar com sequelas da doença e de não conseguir retornar para as atividades que realizava anteriormente;
- Não aceitação da hospitalização e resistência ao tratamento.

### Para a família
É sempre importante ter em mente que no ambiente hospitalar, não estaremos lidando apenas com os pacientes. Saber lidar com o emocional dos familiares, ter tato em passar notícias, falar sobre o óbito, pois não são só os pacientes que se fragilizam emocionalmente ao adoecer, o fato de ter um familiar hospitalizado acarreta muitas questões dentro das famílias e muitas dessas questões podem ser agravadas pela rotina do hospital. O que muitas vezes ocorre é o descaso com as famílias e a responsabilidade por lidar com elas é jogada apenas para o profissional psicólogo. Entretanto, a equipe multidisciplinar deve estar atenta aos fatores adoecedores, a importância que a família tem na vida do paciente, para a história clínica dele, para o cuidado com ele e estabelecer uma relação de diálogo e boa convivência, sempre considerando os aspectos sociais, econômicos e culturais que perpassam a vivência desses indivíduos. Alguns fatores que causam desconforto psicológico na família que tem um paciente em UTI são:
- Lidar com o afastamento do familiar, que sai do lar para estar no hospital;
- O deslocamento diário ao hospital, o que pode acarretar em um gasto muito alto, dependendo da distância do hospital para a residência da família. Muitas vezes as famílias residem em outra cidade e o gasto se torna altíssimo;
- Por conta desses gastos, muitos familiares precisam encontrar algum lugar para ficar próximo ao hospital onde seu familiar está internado, e nem todas as cidades contam com residências para acompanhantes, o que gera mais problemas;
- Ter que lidar com documentação do hospital em relação a internação, transferência e etc.;
- Alguns familiares precisam pedir dispensa e/ou folgas no trabalho para ir a visitas, o que pode gerar problemas pessoais;
- O relacionamento com a equipe multi nem sempre é fácil;
- Muitas vezes a visita não se inicia no horário pré definido, causando mais ansiedade enquanto as famílias aguardam para entrar e ver os pacientes, podendo inclusive gerar atritos com a equipe;
- Nem sempre os médicos conseguem transmitir de maneira clara o que está acontecendo com seu ente querido, gerando possíveis má interpretações e desconfortos;
- Os familiares de pacientes intubados, ou com alguma condição grave em geral, podem sentir-se mais fragilizados. Portanto, é sempre bom o apoio da equipe, procurar explicar sobre todos os procedimentos, sobre para que servem os equipamentos, o motivo do paciente estar sedado e como funciona essa sedação, para tentar passar mais conforto a essa família.

## Equipe multiprofissional e interdisciplinar
- Médico intensivista: designação técnica do médico especializado e dedicado exclusivamente ao atendimento do paciente internado nas Unidades Intensivas e Emergenciais. Possui conhecimento clínico e cirúrgico amplo, capaz de diagnosticar, medicar e realizar procedimentos complexos emergenciais. A especialidade é definida como Medicina Intensiva, reconhecida mundialmente com certificações específicas. Cabe a este profissional evoluir e medicar diariamente os pacientes internados nos aspectos nutricionais, cardiológicos, pulmonares, neurológicos entre outros. Responde integralmente na condução e responsabilidade da Unidade como todo.
- Farmacêutico Clínico Intensivista:[3] Atuação do farmacêutico clínico intensivista garante o uso racional e seguro de medicamentos e a prevenção de eventos adversos na qualificação do cuidado e da segurança do paciente, considerando que ele é corresponsável pelos processos assistenciais ao paciente junto à equipe multiprofissional. Por conta disso, a norma estabeleceu que o farmacêutico intensivista deve cumprir sua carga horária de trabalho em tempo integral, dedicado, exclusivamente, ao cuidado do paciente crítico na UTI. Assim, esse profissional não poderá dividir suas atividades com outras exercidas na farmácia ou outros locais dentro de hospitais e unidades de saúde.
- Enfermeiro intensivista: Enfermeiro com formação para o atendimento de pacientes de alta complexidade com grande dependência no leito. Integra a equipe multiprofissional e é o profissional responsável por planejar todos os cuidados que serão realizados pela equipe de enfermagem através da Sistematização da Assistência de Enfermagem, como elaboração dos diagnósticos de enfermagem e prescrição de cuidados. Além disso supervisiona a ação da equipe de enfermagem que é composta pelos técnicos de enfermagem e coordena as ações do setor no que tange a higienização, controle das medicações e prescrições, tendo papel assistencial fundamental. É o profissional referência para os outros profissionais na detecção de anormalidades e piora do quadro clínico dos pacientes uma vez que é o profissional que está presente 24 horas ininterruptas na assistência ao paciente crítico.
- Cirurgião-Dentista: Atua no controle de biofilme de superfícies da cavidade oral, dentes e mucosas, prevenindo Pneumonia Nosocomial ou Pneumonia Associada a Ventilação-Mecânica. Remove e controla focos de infecção bucais, como dentes com grande comprometimento sem possibilidade de reabilitação os quais podem ser porta de entrada e disseminação de infecções com repercussões sistêmicas. Diagnostica e trata outros tipos de infecções virais e fúngicas na região bucal, como Herpes e candidíase. Maneja condições bucais decorrentes da intervenção a saúde, como lesões traumáticas relacionadas a dispositivos, traumas de tecidos moles e duros da região oro-facial.[4]
- Fonoaudiólogo intensivista: O fonoaudiólogo no âmbito hospitalar integra a equipe de saúde atuando em forma multi ou interdisciplinar. Esta atuação é caracterizada com objetivos de prevenção, diagnóstico funcional e reabilitação propriamente dita. Objetiva assim, a redução e prevenção de complicações como a pneumonia aspirativa, e o restabelecimento da alimentação via oral e da comunicação. A atuação do fonoaudiólogo em UTI tem como principais objetivos: a avaliação, orientação e reabilitação. A avaliação tem início com uma anamnese completa, avaliação propriamente dita direcionada para as alterações fonoaudiológicas, ou seja, linguagem, deglutição, voz e /ou fala.A disfagia é uma das alterações fonoaudiológicas que mais solicitará a presença de um fonoaudiólogo na UTI em caráter emergencial, devido às series de complicações que podem gerar no estado de saúde do paciente. A avaliação clínica da deglutição do paciente é realizada sempre monitorando o mesmo, quando o quadro clínico deste, encontra-se estável. Após a avaliação, discute-se com a equipe os reais riscos e /ou benefícios que o início da deglutição via oral pode trazer.
- Fisioterapeuta intensivista: a fisioterapia no paciente crítico é fundamental para manutenção e prevenção de vários aspectos da fisiologia em virtude da dependência total ou parcial dos pacientes que podem culminar na chamada Síndrome do Imobilismo. Na Síndrome há diminuição do trofismo muscular, emagrecimento, retração de tendões e vícios posturais que podem provocar contrações permanentes e no dorso (nas costas) as chamadas úlceras de pressão. A assistência ventilatória é outra necessidade fundamental realizada através do fisioterapeuta, que efetua higienização brônquica diária através de técnicas específicas e controle do ventilador mecânico.
- Terapeuta Ocupacional intensivista:  sua atuação envolve ações de prevenção, promoção, proteção, educação, intervenção e reabilitação do paciente, com o objetivo de prevenir deformidades, disfunções e agravos físicos e/ou psicossociais e afetivos, e de modo a promover o desempenho ocupacional e a qualidade de vida do indivíduo (CONSELHO...,2012).
- Nutricionista: Realiza o diagnóstico e prescrição nutricional. Diariamente efetua avaliações e mantém o aporte calórico, proteico, glicêmico e vitamínico equilibrado e essencial para manutenção do funcionamento e atividades vitais do organismo.
- Psicólogo intensivista: todos aspectos emocionais, seja do paciente, da família ou da equipe, são constantemente avaliados e observados através da psicologia intensiva. Com presença fundamental nos períodos das visitas familiares, objetiva estabelecer além da humanização a aproximação e apoio terapêutico necessário.
- Assistente social: atua no apoio a família e paciente em situações externas ou internas que possam impor dificuldades não relacionadas ao andamento terapêutico direto, seja no âmbito familiar, do trabalho ou pessoais.